# Chopin-Gesellschaft
Die Chopin-Gesellschaft ist eine in vielen Ländern aktive Institution zur Wahrung und Förderung der Musik des polnischen Komponisten Frédéric Chopin. Der ursprüngliche Sitz befindet sich seit 1934 in Warschau (Polen). Die Gesellschaft widmet sich dem Andenken des Komponisten in vielfältiger Weise. Sie unterhält Museen und Sammlungen, veranstaltet Konzerte, Wettbewerbe und pflegt internationalen kulturellen Austausch. Seit 1960 richtet sie den renommierten internationalen Chopin-Wettbewerb in Warschau aus.

## In Deutschland
Die Chopin Gesellschaft in der Bundesrepublik Deutschland e. V. wurde 1970 von dem polnischen Pianisten Maciej Łukaszczyk (1934–2014) gegründet, der bis kurz vor seinem Tod deren Präsident war. Die deutsche Chopin-Gesellschaft in der BRD hat ihren Sitz in Darmstadt. Sie organisiert regelmäßig seit 1972 internationale Meisterkurse für Pianisten und veranstaltet in Anlehnung an den Wettbewerb von Warschau seit 1983 alle 3 bzw. 4 Jahre einen nationalen und mittlerweile internationalen Chopin-Wettbewerb für Nachwuchspianisten.
1962 wurde die 'Chopin-Gesellschaft der DDR', heute Deutsche Chopin-Gesellschaft e. V., gegründet, deren Sitz sich in Cottbus befindet. Sie pflegt das Werk Chopins, initiiert Konzerte und Vorträge, fördert junge Pianisten und nimmt Einfluss auf das Musikleben mit dem Ziel, Aufführungen Chopins Werke mit nationalen und internationalen Künstlern zu fördern. Präsident ist der Musikwissenschaftler und Komponist Bernd Weinreich (Cottbus).
Zu den aktivsten Chopin-Gesellschaften gehört auch die 1980 gegründete Chopin-Gesellschaft Hannover e. V. Sie fördert junge, internationale Pianisten am Beginn ihrer Konzertlaufbahn durch öffentliche Auftritte, Reisestipendien und Kontakte zu den weltweit organisierten Chopin-Gesellschaften. Höhepunkt eines jeden Konzertjahres ist das Open-Air-Konzert im Georgengarten, zu dem bei freiem Eintritt mehrere Tausend Zuschauer erscheinen. Weitere deutsche Gesellschaften sind in Leipzig, Hamburg-Sachsenwald und im Taunus beheimatet.
Die nationalen Chopin-Gesellschaften sind Mitglied der 1985 gegründeten Internationalen Föderation der Chopin-Gesellschaften der Welt, zu der gegenwärtig weltweit ca. 50 weitere Mitgliedsgesellschaften gehören.